# واگن (آلمان)
واگن (به آلمانی: Vagen) یک منطقهٔ مسکونی در آلمان است که در فلدکیرشن-وسترهام واقع شده‌است. واگن ۱٬۷۹۲ نفر جمعیت دارد.